# Poi (alimento)
Poi es el nombre, de origen hawaiano, de un alimento básico de Polinesia. Suele estar elaborado con las raíces de la planta denominada taro (conocida en hawaiano como kalo). El poi se elabora mediante el aplastamiento de la raíz de esta planta (cocinada al vapor o estofada) hasta que se convierte en un líquido viscoso. Se suele añadir agua durante el majado antes de ser ingerido, con el objeto de que adquiera la consistencia deseada. De esta forma se suele indicar que el poi es de "dos dedos" o "tres dedos", aludiendo a cuántos dedos se deben usar a modo de cuchara para poder comerlo desde el cuenco. 